# ريجينا هالميش
ريجينا هالميش (بالألمانية: Regina Halmich)‏ (و. 1976  م) هي ملاكمة كيك بوكسينغ، وملاكمة، وعارضة، وبلاي بوي بلاي ميت ألمانية، ولدت في كارلسروه، شاركت في الانتخابات الرئاسية الألمانية 2009.

## جوائز
حصلت على جوائز منها:
- ورقة شجر الغار الفضية
- وسام الاستحقاق لبادن-فورتمبيرغ
- International Women's Boxing Hall of Fame [الإنجليزية]‏.

## وصلات خارجية
- ريجينا هالميش على موقع IMDb (الإنجليزية)
- ريجينا هالميش على موقع ألو سيني (الفرنسية)
- ريجينا هالميش على موقع ميوزك برينز (الإنجليزية)
- ريجينا هالميش على موقع أول موفي (الإنجليزية)
- ريجينا هالميش على موقع قاعدة بيانات الفيلم (الإنجليزية)
- ريجينا هالميش على موقع بوكس ريك (الإنجليزية) (registration required)